# South Barrier
Die South Barrier (englisch für Südbarriere) ist ein felsiger Gebirgskamm auf der Insel Heard im südlichen Indischen Ozean. Er erstreckt sich vom Budd Peak in südlicher Richtung entlang der Ostflanke des Fiftyone-Gletschers und endet am Lambeth Bluff im Süden der Insel.
Wissenschaftler der Australian National Antarctic Research Expeditions nahmen 1948 Vermessungen und die deskriptive Benennung vor.